# Future Blues (album de Canned Heat)
Pour les articles homonymes, voir Future Blues (homonymie).
Albums de Canned Heat
Hallelujah
(1969) Vintage
(1970)
Future Blues, sorti en 1970, est le cinquième album du groupe de blues rock américain Canned Heat. Il s'agit du premier et dernier album de la formation « classique n°2 » du groupe. En effet, Larry Taylor et Harvey Mandel quittent le groupe peu de temps après sa sortie, et Alan Wilson décède en septembre 1970. La reprise de Let's Work Together de Wilbert Harrison deviendra un tube. Dr John joue du piano sur London Blues. L'album a été réédité sur CD en 2002 par MAM productions avec cinq titres bonus.

## Liste des pistes

### Face A
1. Sugar Bee (Eddie Shuler) – 2:39
2. Shake It and Break It (Charlie Patton) – 2:35
3. That's All Right (Mama) (Arthur "Big Boy" Crudup) – 4:19
4. My Time Ain't Long (Wilson) – 3:49
5. Skat (Wilson) – 2:44
6. Let's Work Together (Wilbert Harrison) – 2:53

### Face B
1. London Blues (Wilson) – 5:31
2. So Sad (The World's in a Tangle) (Canned Heat) – 7:57
3. Future Blues (Canned Heat) – 2:58

### Titres bonus de la version CD de 2000
1. Let's Work Together Single Mono Version (Harrison) – 2:46
2. Skat Single Mono Version (Wilson) – 2:39
3. Wooly Bully (Sam Samudio) – 2:30
4. Christmas Blues Canned Heat and The Chipmunks (Cook, Taylor, Vestine, Wilson, Hite Jr.) – 2:31
5. The Chipmunk Song (Christmas Don't Be Late) Canned Heat and The Chipmunks (Bagdasarian) – 2:45

## Personnel
Canned Heat
- Bob Hite – chant
- Alan Wilson – guitare slide, chant, harmonica
- Harvey Mandel – guitare soliste
- Larry Taylor – basse
- Adolfo de la Parra – batterie

Musiciens supplémentaires
- Dr. John – piano, arrangements des cuivres (pistes 5 & 7)
- Ernest Lane – piano (piste 9)

Production
- Tommy Oliver – Ingénieur du son
- Skip Taylor – Producteur
- Canned Heat – Producteur